# Kanton Angers-Sud
Der Kanton Angers-Sud war von 1790 bis 2015 ein französischer Wahlkreis im Arrondissement Angers, im Département Maine-et-Loire und in der Region Pays de la Loire.
Der Kanton umfasste Wahlberechtigte aus dem Süden der Stadt Angers. 